# Мунданије
Мунданије су насељено место у саставу града Раба у Приморско-горанској жупанији, Република Хрватска.

## Историја
До територијалне реорганизације у Хрватској налазиле су се у саставу старе општине Раб.

## Становништво
На попису становништва 2011. године, Мунданије су имале 520 становника.

## Попис1991.
На попису становништва 1991. године, насељено место Мунданије је имало 539 становника, следећег националног састава:
| Попис 1991.‍  | Попис 1991.‍  | Попис 1991.‍ | Попис 1991.‍ | Попис 1991.‍ |
| ------------ | ------------ | ----------- | ----------- | ----------- |
|              |              |             |             |             |
| Хрвати       | Хрвати       |             | 496         | 92,02%      |
| Срби         | Срби         |             | 5           | 0,92%       |
| Муслимани    | Муслимани    |             | 3           | 0,55%       |
| Југословени  | Југословени  |             | 2           | 0,37%       |
| Мађари       | Мађари       |             | 2           | 0,37%       |
| Словенци     | Словенци     |             | 2           | 0,37%       |
| неопредељени | неопредељени |             | 18          | 3,33%       |
| непознато    | непознато    |             | 11          | 2,04%       |
| укупно: 539  |              |             |             |             |